# Kim Song-sun
Kim Song-sun (kor. 김송순, ur. 7 czerwca 1940 w Pjongjangu) – północnokoreańska łyżwiarka szybka, srebrna medalistka mistrzostw świata.

## Kariera
Największy sukces w karierze Kim Song-sun osiągnęła w 1966 roku, kiedy zdobyła srebrny medal podczas wielobojowych mistrzostw świata w Trondheim. W zawodach tych rozdzieliła na podium Walentinę Stieniną z ZSRR oraz Stien Kaiser z Holandii. W poszczególnych biegach zajęła kolejno czwarte miejsce na 500 m, pierwsze na 1500 m, drugie na 1000 m i piąte na dystansie 5000 m. Był to jedyny medal wywalczony przez nią na międzynarodowej imprezie tej rangi oraz pierwszy wywalczony przez łyżwiarkę z Korei Północnej w wieloboju. W tej samej konkurencji była też między innymi siódma na rozgrywanych dwa lata wcześniej mistrzostwach świata w Kristinehamn. W 1964 roku wystartowała ponadto na igrzyskach olimpijskich w Innsbrucku, zajmując między innymi czwarte miejsce w biegu na 1500 m. W walce o brązowy medal lepsza okazała się tam z Biertą Kołokolcewą z ZSRR. Na tych samych igrzyskach Koreanka była też siódma na dwukrotnie dłuższym dystansie.